# Chlorophanes
Chlorophanes is een geslacht van zangvogels uit de familie van de tangaren (Thraupidae).

## Soorten
Het geslacht omvat de volgende soort:
- Chlorophanes spiza – Groene suikervogel